# ECall
eCall – ogólnoeuropejski system szybkiego powiadamiania o wypadkach drogowych. eCall jest związany z inicjatywą „eSafety”, która jest częścią kompleksowej strategii Komisji Europejskiej, zmierzającej do zachowania bezpieczeństwa na drogach i poprawy efektywności transportu w Europie. Urządzenia eCall są obowiązkowo montowane we wszystkich nowych pojazdach osobowych oraz dostawczych do 3,5 tony, które uzyskały homologację po 31 marca 2018 roku.

## Historia
W październiku 2017 roku system informatyczny Centrów Powiadamiania Ratunkowego został przystosowany do obsługi zgłoszeń z eCall w Polsce. Do końca roku 2017 na numer alarmowy 112 (bo poprzez ten numer realizowana jest obsługa tego systemu) skierowano 43 zgłoszenia eCall. Od 1 kwietnia 2018 roku wszystkie homologowane nowe typy pojazdów osobowych oraz dostawczych do 3,5 tony będą wyposażone w moduł wykrywania kolizji drogowej i automatycznego wzywania pomocy na miejsce wypadku. Każdy producent będzie obowiązany do wprowadzenia tego rozwiązania.

## Działanie systemu
System eCall umożliwia szybkie manualne lub automatyczne wezwanie pomocy. Ręczne wezwanie jest włączane przyciskiem przez kierowcę lub pasażerów pojazdu, a automatycznie aktywowane, w określonych warunkach po zderzeniu, dzięki czujnikom zamontowanym w pojeździe. Po uruchomieniu samochodowe urządzenie eCall łączy się przy użyciu sieci telefonii komórkowej ze służbami ratunkowymi umożliwiając przekazanie danych elektronicznych i nawiązanie połączenia głosowego. Zgłoszenia są odbierane przez centralę, którą stanowi odpowiedni terytorialnie punkt przyjmowania zgłoszeń o wypadkach, funkcjonujący w ramach sieci telefonów alarmowych 112. Urządzenie prześle minimalny zestaw danych dotyczących wypadku w postaci elektronicznej (tzw. komunikat MSD) oraz podejmie próbę ustanowienia połączenia głosowego między pojazdem a centralą. Osoby znajdujące się w pojeździe, podczas rozmowy z wyszkolonym operatorem eCall, mogły udzielić dodatkowych informacji. Minimalny zbiór danych będzie zawierał informacje na temat zdarzenia obejmujące czas, dokładne położenie geograficzne pojazdu w czasie zdarzenia, dane pojazdu (w tym numer identyfikacyjny VIN), status eCall (informacje o tym, czy wezwanie uruchomiono ręcznie czy automatycznie) oraz informacje na temat operatora świadczącego usługi.

## Obawy inwigilacji
eCall nie jest czymś w rodzaju rejestratora katastroficznego instalowanego na przykład w samolotach. System pozostaje nieaktywny i jest uruchamiany (jak poduszka powietrzna) dopiero w momencie wypadku. Rejestruje tylko dane w momencie wypadku, aby ustalić położenie i kierunek pojazdu. Karta SIM wykorzystywana do przesyłania danych jest „uśpiona”, tzn. aktywuje się tylko po wypadku. Nie będzie więc można wykorzystać systemu np. do odnajdywania skradzionego samochodu oraz – co budziło największe obawy – nie będzie to kolejnym narzędziem służb państwa do inwigilacji obywateli.